# Hoplothrips americanus
Hoplothrips americanus är en insektsart som först beskrevs av Ian A. Hood 1908.  Hoplothrips americanus ingår i släktet Hoplothrips och familjen rörtripsar. Inga underarter finns listade i Catalogue of Life.